# Musca afra
Musca afra är en tvåvingeart som beskrevs av Paterson 1956. Musca afra ingår i släktet Musca och familjen husflugor. Inga underarter finns listade i Catalogue of Life.